# Vaida, Bihor
Vaida (în maghiară Biharvajda) este un sat în comuna Roșiori din județul Bihor, Crișana, România.

## Monumente
- Biserica reformată din Vaida, monument istoric[2]